# Národní podnik

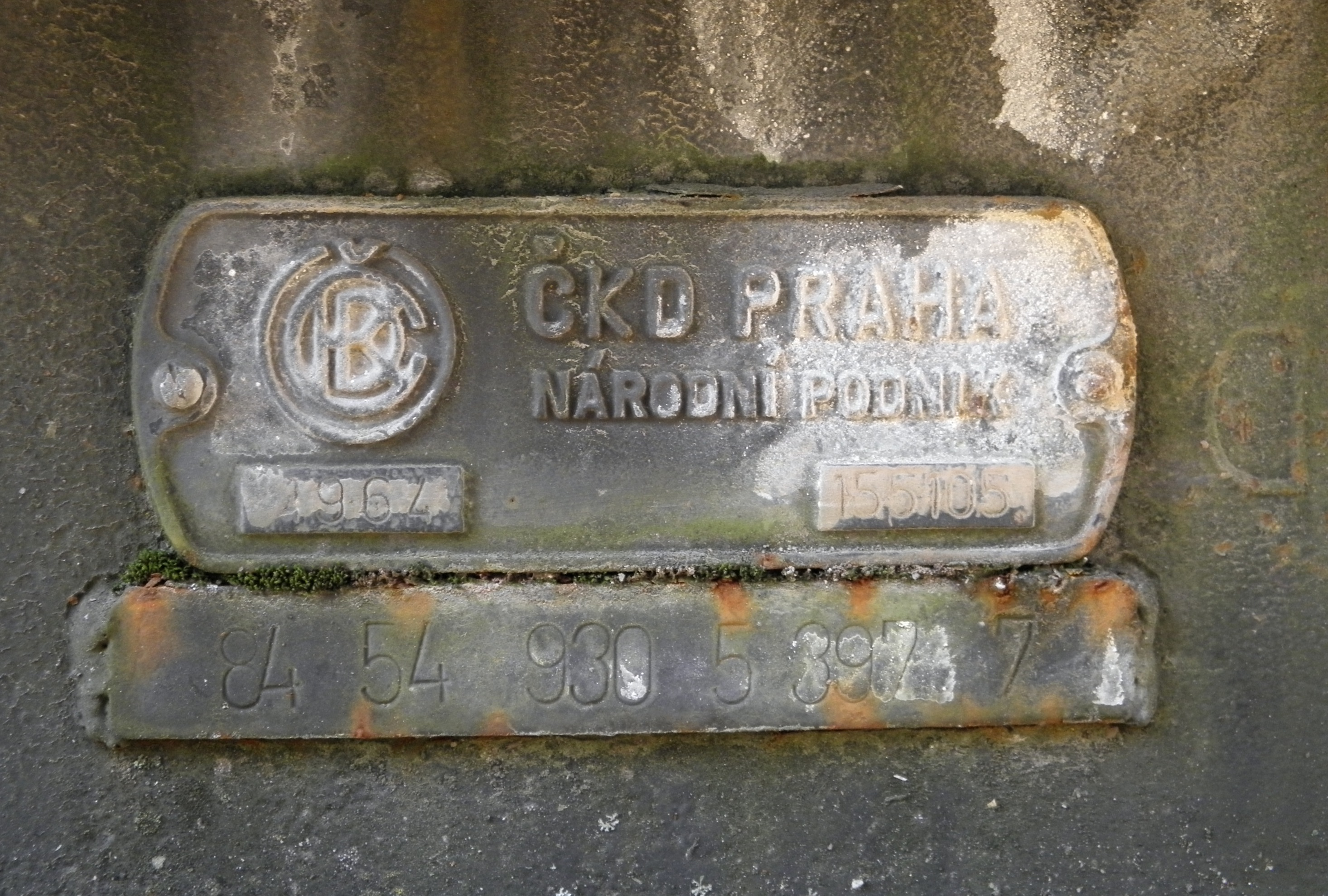
Označení „národní podnik“ na výrobku ČKD Praha (Tatra); 1964 (železniční vagon)

Národní podnik (zkratkou n. p.) bylo oficiální označení právní formy státních podniků v socialistickém Československu. V roce 1988 byla tato právní forma nahrazena novou právní formou státní podnik, v letech 1988–1990 byly národní podniky vesměs transformovány na státní podniky nebo v letech 1990–93 privatizovány. S účinností od 1. ledna 1992 byla právní forma národní podnik vypuštěna z právního řádu Československa zrušením hospodářského zákoníku (zákon č. 109/1964 Sb.) a jeho nahrazením obchodním zákoníkem (č. 513/1991 Sb.). Dodnes ale podniky s touto právní formou existují. Nejznámější a pravděpodobně poslední aktivní národní podnik, Budějovický Budvar, neodvádí svému zřizovateli, ministerstvu zemědělství, žádný zisk a vzhledem k legislativnímu vakuu to ani není možné, přispívá tak státu pouze daněmi.

## Historie národních podniků
Historie právní formy národních podniků počíná v roce 1945 znárodňovacími prezidentskými dekrety z 24. října 1945 (č. 100/1945 až 103/1945 Sb.), jimiž byly znárodněny doly, některé průmyslové podniky, akciové banky a soukromé pojišťovny a zároveň bylo zakládání nových podniků takového typu vyhrazeno státu.
Nejprve byla vyhlášena národní správa, postupně znárodněné podniky byly tzv. správci národního majetku postupně transformovány do nové právní formy, zprvu ještě částečně samostatně hospodařily, ale část zisku odváděly státu.
Druhá „vlna“ znárodňování proběhla po únoru 1948, kdy byly konfiskovány prakticky všechny soukromé firmy, i ty nejmenší. Jakékoliv samostatné hospodaření bylo vyloučeno – právně. De facto probíhalo i nadále, jakkoliv v menším rozsahu, neboť bylo právně stíháno. Ve sféře nomenklaturních kádrů a StB, těch „nejrovnějších“ mezi „rovnými“, probíhalo ale i ve větším měřítku, často i s konty v devizách v tzv. kapitalistickém/imperialistickém zahraničí.
V intenzitě zestátňování patřila tehdejší Československá republika v sovětském bloku, tzv. socialistickém táboře, k těm „nejvzornějším“.

### Znárodněný maloobchod

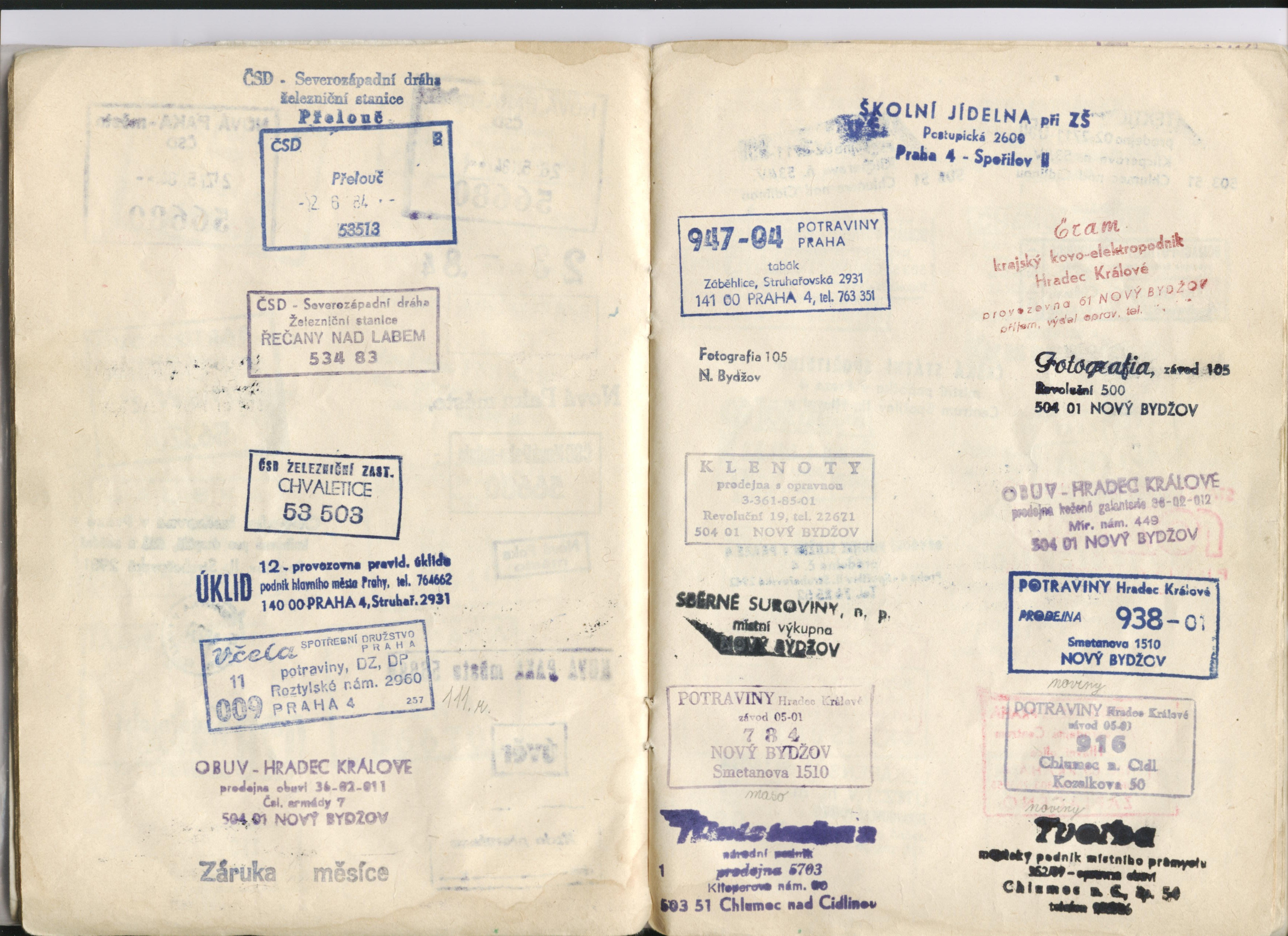
Razítka převážně státních maloobchodních prodejen v ČSR (1984)

Po roce 1949–1950 sestával socialistický maloobchod ze znárodněného maloobchodu a prodejen spotřebních družstev. Znárodněný maloobchod byl rozdělen do několika skupin:
V první skupině pro prodej potravin se nacházely národní podniky Pramen a na Slovensku Zdroj, které měly být výběrovými prodejnami potravinářského a koloniálního zboží ve městech. Prodejny n. p. Masny, Čs. mlýnů a Čs. čokoládoven byly spojeny s Pramenem a Zdrojem v jednotnou síť prodejen potravin všeho druhu.
Druhá skupina pro odívání byla zastoupena prodejnami n. p. Tep a na Slovensku n. p. Vesna, které spotřebitele zásobovaly veškerým textilním zbožím. Oděvní prodejny n. p. a Odeva na Slovensku prodávaly konfekci všeho druhu, prodejny n. p. Jas a na Slovensku Obuv zase obuv a kožené zboží.
Třetí skupina národních podniků prodávala kovové výrobky a předměty pro domácnost. Tu zastupovaly národní podniky Kovomat, Elektra, Chronor, Mototechna a na Slovensku n. p. Technokov. V těchto prodejnách spotřebitel obdržel výrobky od hřebíků, kuchyňských potřeb přes hodinky, radiopřijímače, ledničky, elektrospotřebiče až po jízdní kola, šicí stroje, motocykly, atd. 
Do čtvrté skupiny patřily podniky prodávající ostatní druhy spotřebního zboží – nábytek prodával národní podnik Nový byt, papír a psací potřeby národní podnik Narpa, drogistické zboží národní podnik Chemodroga, sortiment skleněného a porcelánového zboží n. p. Sklo a porcelán, uhlí dodávaly n. p. Uhelné sklady a benzín n. p. Benzinol.
Poslední skupinu socialistického maloobchodu tvořily ve velkých městech prodejny n. p. Obchodních domů, ve kterých se prodávaly všechny druhy spotřebního zboží. K Obchodním domům patřila prodejní síť hraček a galanterie, kterou spotřebitelé tehdy znali i v menších městech pod názvem Zdar. Prodejny obchodních domů Antikva prodávaly starožitnosti a vetešnické zboží prodejny n. p. Bazar.
Prodejny spotřebních družstev (např. Jednota, spotřební a výrobní družstvo Žatec; Severočeská včela, konzumní, výrobní a úsporné družstvo Česká Lípa; SKD, Severočeské konzumní a výrobní družstvo Liberec; Vzájemnost, Západomoravské konzumní družstvo Třešť) se zabývaly především prodejem potravin ve městech. Na vesnicích jejich prodejny prodávaly veškeré zboží, na které byl venkovský spotřebitel zvyklý v místě kupovat. Znárodněný obchod zde nebyl rozšiřován a jedinou formou venkovského socialistického maloobchodu se tak stala spotřební družstva.
Spotřební družstva měla na venkově aktivně napomáhat při socializaci zemědělského sektoru a v roce 1953 byly všechny venkovské národní podniky s prodejem spotřebního zboží (Narpa, Elektra, Kovomat, Zdar, Drogerie, Tep, Masna, prodejny mléka a pečiva, cukrárny a hostince) sloučeny pod lidové spotřební družstvo Jednota. Dne 27. října 1954 se Národní shromáždění republiky Československé usneslo na zákoně č. 53 o lidových družstvech a družstevních organizacích.

## Seznam národních podniků

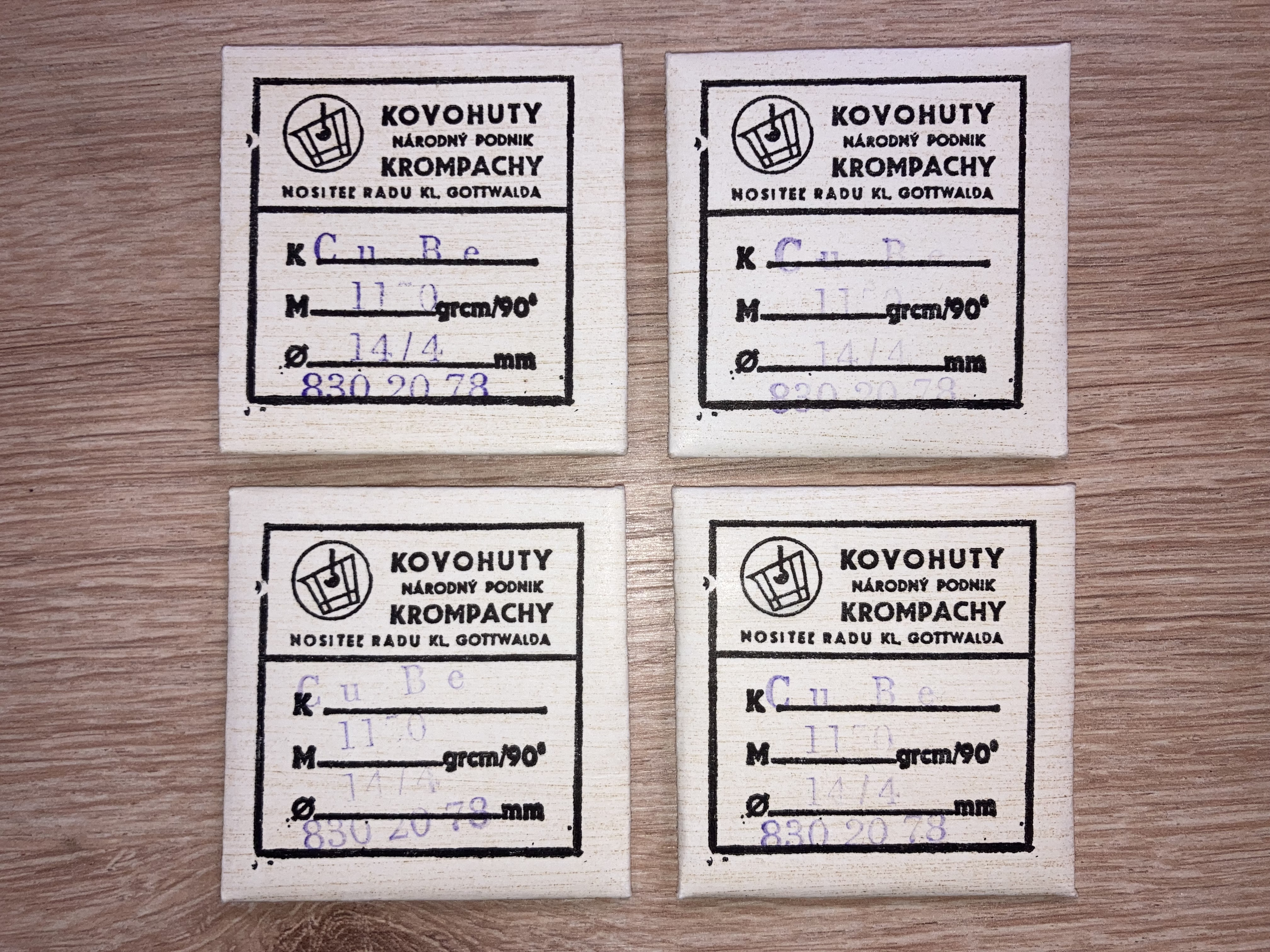
Předrevoluční podnik „Kovohuty – Krompachy“, držitel řádu Klementa Gottwalda.

### Po sametové revoluci
Ačkoliv právní forma národní podnik byla v roce 1992 vypuštěna z právního řádu České republiky, ještě v roce 2008 zůstalo velké množství subjektů této právní formy v obchodním rejstříku nevymazáno. Do září 2016 se snížil jejich počet na 3, z toho 2 v likvidaci. V květnu 2021 klesl počet na dva:
- TIPOS – tiskové podniky – servis – v likvidaci (IČO 00442011)
- Budějovický Budvar, národní podnik (IČO 00514152)

### Právní forma Budějovického Budvaru
Nejvýznamnějším z národních podniků je Budějovický Budvar, národní podnik, o němž i předseda vlády Mirek Topolánek v roce 2008 mluvil jako o posledním národním podniku (řekl: „Další kauza nebo věc, kterou řešíme je transformace Budvaru. Myslím si, že je to poslední národní podnik, dokonce.“). Předpokládalo se, že jeho postavení upraví zvláštní zákon. Zákon č. 219/2000 Sb., o majetku České republiky a jejím vystupování v právních vztazích, od novelizace zákonem č. 202/2002 Sb. s účinností od 1. července 2002 obsahuje v § 54 odst. 1 formulaci: „Působnost tohoto zákona se nevztahuje na státní podniky založené podle zákona č. 77/1997 Sb., o státním podniku, ve znění pozdějších předpisů, včetně těch, které se považují za založené podle uvedeného zákona, na státní organizace, které se uvedeným zákonem v rozsahu stanoveném zvláštním právním předpisem řídí, a na Budějovický Budvar, národní podnik. Hospodaření těchto státních organizací upravují zvláštní právní předpisy.“ Ostatní zbývající národní podniky by tedy měly pod tento zákon spadat, zatímco postavení národního podniku Budějovický Budvar není právním řádem vůbec upraveno, protože speciální zákon o něm nebyl nikdy přijat.
Ředitel Úřadu pro zastupování státu ve věcech majetkových Ivan Noveský podle časopisu Týden v prosinci 2002 napsal ministru zemědělství, že právní pozice Budějovického Budvaru je kritická a právní forma protiprávní. Ministr zemědělství Jaroslav Palas označil tento dopis a i tento názor za spekulace, protože soud je ve sporu s pivovarem Samson nepotvrdil, a podle Palase mají pouze destabilizovat podnik a snižovat jeho hodnotu. Potřebu zákona upravujícího právní formu Budějovického Budvaru Palas popřel.
Budějovický měšťanský pivovar a. s. (BMP) podal v roce 2003 soudu návrh na výmaz národního podniku Budějovický Budvar z obchodního rejstříku. Krajský soud v Českých Budějovicích v říjnu 2003 rozhodl, že podnik nebyl nikdy zrušen. Vrchní soud v Praze v lednu 2005 rozhodnutí krajského soudu potvrdil. BMP současně podal v roce 2003 soudu návrh na zrušení a likvidaci podniku Budějovický Budvar, národní podnik, protože podle jeho názoru podnik zanikl se zrušením hospodářského zákoníku, podle něhož byl v roce 1966 zřízen výměrem ministerstva potravinářského průmyslu. Krajský soud v Českých Budějovicích v prosinci 2006 a Vrchní soud v Praze v květnu 2008 žalobu zamítly i s poukazem na to, že „sám žalobce nemá ve věci jasno, když tvrdí naprosto protichůdné skutečnosti vedoucí k protichůdným závěrům,“ když zároveň tvrdí, že podnik již neexistuje, a zároveň se dožaduje jeho zrušení.
Na plechovkách piva Budweiser Budvar pro export se pojem n. p. (Budějovický Budvar, n. p.) překládá do angličtiny jako National Corporation, zkráceně  N. C. (Budweiser Budvar, N. C.).

## Slova „národní podnik“ v názvech společností
Slova národní podnik mohou být obsažena i v názvech společností, které mají jinou právní formu. Příkladem je Český národní podnik, s. r. o., který je vlastněn několika fyzickými osobami.